# Nivaclé

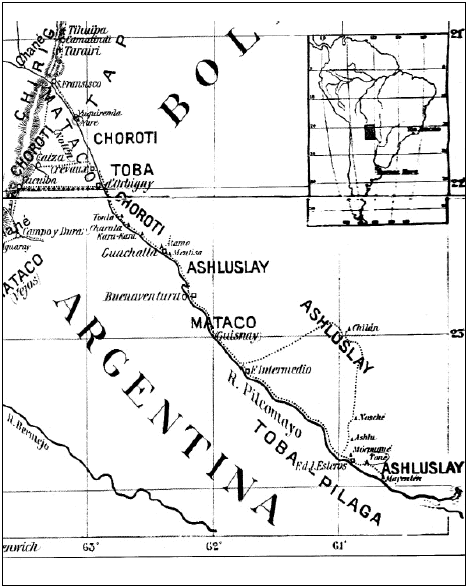
Karta som visar nivaclés (ashlushlay) utbredning i området längs Pilcomayofloden i gränsområdet mellan Argentina och Bolivia 1910.

Nivaclé är en ursprungsbefolkning i Gran Chaco som lever på båda sidor av Pilcomayofloden. Nivaclé betyder "mänsklig" på det egna språket. De är också kända som ashlushlay (chorotes använder denna benämning), ashuslay, ashluslay, axluslay, chulupí, churupí, chulupie, chulupe, niwaklé och nivaklé. I äldre källor kallas de också chorpil eller chunupí. Uppskattningsvis lever 13 700 nivaclé i departementet Hayes och Boquerón i Paraguay, medan cirka 200 bor i Salta-provinsen i Argentina. Ett mycket litet antal bor i Tarija, Bolivia.
Under de senaste 50 åren har 15 000 mennoniter från Kanada, Ryssland och Tyskland bosatte sig i det traditionella nivaclé-området.

## Undergrupper
Enligt Miguel Chase-Sardi är det möjligt att identifiera fem undergrupper:
- Tovoc Lhavos, flodfolket: Chishamnee Lhavos, människor från ovan
- Tovoc Lhavos, flodfolket: Shichaam Lhavos, människor nedanifrån
- Yita 'Lhavos, skogsmänniskor
- C'utjaan Lhavos, tornfolk
- Jotoi Lhavos, folk av espartogräset
- Tavashai Lhavos, savannens folk.

## Språk
Nivaclé-språket har två dialekter, skogsnivaclé och flodnivaclé. Nivaclé är ett av Mataco-Guaicuru-språken. En ordbok har publicerats och 1995 kom en översättning av bibeln.

## Försörjning
Historiskt har de varit jägare-samlare. 

## Hernmarckska expeditionen och nivaclé

Erland Nordenskiöld sitter med en grupp nivaclé under expeditionen 1908.

Erland Nordenskiölds fjärde expedition till Sydamerika gick till Gran Chaco. Under denna expedition besökte han nivaclé och tog ett stort antal fotografier samt samlade in föremål. Samlingarna finns på Världskulturmuseet i Göteborg och på Etnografiska museet i Stockholm.